# Real Ejército Tailandés

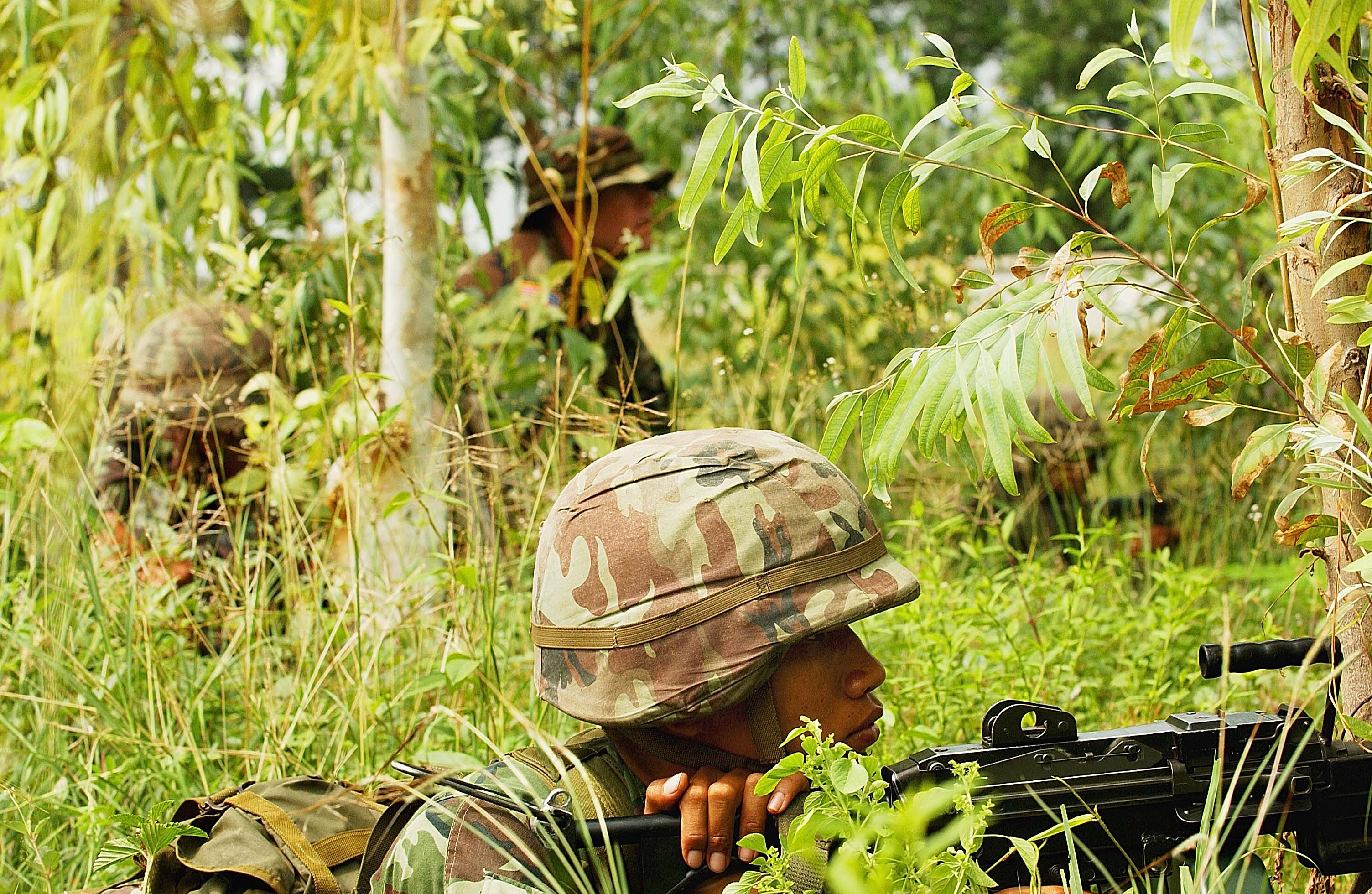
Soldados de infantería del Real Ejército Tailandés en 2006.

El Real Ejército Tailandés es el ejército de tierra de Tailandia, integrado en las Reales Fuerzas Armadas y está dividido en cuatro Comandancias o ejércitos distribuidos en distintas regiones:
- La Comadancia de Bangkok forma en Primer Ejército, compuesto por seis divisiones de infantería a cargo del distrito de la capital del Estado y de las provincias occidentales y centrales del país.
- El Segundo Ejército, compuesto de cinco divisiones de infantería ocupa la zona noreste con la jefatura en Nakhon Ratchasima.
- El Tercer Ejército está compuesto por una división de infantería y otra acorazada ligera con sede en Phitsanulok, ocupa la zona norte y noroeste del país.
- El Cuarto Ejército, con una división de infantería operativa se sitúa en la zona meridional con sede en Nakhon Si Thammarat.

En total el ejército está conformado por siete divisiones de infantería (incluyendo cuatro batallones de tanques), una división acorazada ligera, ocho batallones de infantería no adscritos, dos divisiones de fuerzas especiales, incluidas las aerotransportadas, una división de artillería, una división de artillería antiaérea y tres compañías aeromóviles. A esta unidades se une la Guardia Real Tailandesa.
El jefe es Apirat Kongsompong.